# 劉思誨
刘思诲（1561年—1637年），字忠甫，號鼎梅，江西赣州府赣县人，是一名明朝政治人物。

## 生平
生于嘉靖四十年（1561年）辛酉九月十二日，三十七岁中万历二十五年（1597年）丁酉科江西乡试举人，三十五年（1607年）丁未科進士，都察院觀政，本年六月授南直临淮知县，四十二年考选，天启元年授湖广道御史，本年养病，四年补山东道御史，应天巡按，五年升大理寺左寺丞，以上疏請将票拟之權归閣臣，触犯魏忠贤，本年被降三级调外任職，寻削籍为民。崇祯時召復原官。卒于崇祯十年七月十日，享年七十七。

## 家族
始祖徳才君，当宋南渡，自闽徙赣，十一传为赠公梅隠先生，是为公父。梅隠娶于谭，生公。
曾祖劉宏珂，義官。祖父劉濟美。父劉籥，號梅隐。母谭氏。慈侍下。弟思融。
元配黎氏早世，追赠孺人；继娶封孺人黄氏。次子刘曰价，丁卯举人。